# Gael (magazine)
Pour les articles homonymes, voir Gaël.
Gael est un magazine mensuel féminin belge. Le titre est édité par Roularta Media Group.